# SWV
Sisters with Voices, bedre kendt som, SWV er en R&B-trio fra USA.

## Diskografi
- It's about time (1992)
- New beginning (1996)
- A special christmas (1997)
- Release some tension (1997)

| Musikgruppe | Spire Denne artikel om en amerikansk musikgruppe er en spire som bør udbygges. Du er velkommen til at hjælpe Wikipedia ved at udvide den. |